# Осада Алкасер-ду-Сал
Осада Алкасер-ду-Сал длилась с 30 июля по 18 октября 1217 года. Хорошо укрепленный город Алкасер-ду-Сал был пограничным форпостом халифата Альмохадов, стоящего на границе с Португалией. Он был осажден войсками Португалии, Леона, военными орденами и участниками Пятого крестового похода. Последними руководил граф Вильгельм I Голландский. Экспедиция была детищем епископа Соэйро II Лиссабонского, епархии которого угрожали регулярные набеги мавров из Алкасер-ду-Сал. Король Португалии Афонсу II не принимал участия лично, но город был включен в состав его королевства после капитуляции. Крестоносцы, принимавшие участие в осаде, в основном из Рейнской области и Нидерландов, сделали это без разрешения папы, и впоследствии им было приказано продолжить путь в Святую Землю.

## Исторический фон
В конце IX века Алкасер-ду-Сал (Каср Аби Данис на арабском языке) был построен Омейядами в устье Садо как крепость против викингов. В 1108 году он подвергся нападению норвежского крестового похода, но остался в руках мусульман . После завоевания Лиссабона с помощью солдат Второго крестового похода в 1147 году Алькасер лежал на границе Альмохадов и Португалии. Король Афонсу I предпринял неудачные атаки на Алкасер-ду-Сал в 1147, 1151 и 1157 годах. В 1158 году он осадил и захватил город. В 1191 году Альмохады осадили его и отбили.
Согласно Ибн аль-Аббару, после его повторного захвата город был переименован в Каср аль-Фатх («замок победы»). Возможно, он был объявлен рибатом, пограничным постом с особыми привилегиями. Возможно, поэтому португальское духовенство в своем письме папе придавало городу религиозное значение. Губернатором Алкасер-ду-Сал в 1217 году был Абдаллах ибн Мухаммад ибн Сидрай ибн Абд аль-Ваххаб Вазир аль-Кайси, сменивший своего отца в 1212 году. Он совершал регулярные набеги на Португалию с суши и моря. По словам Кармен, он смог перевести ежегодную дань в размере 100 христианских пленников халифу Альмохадов в Марокко.

## Приготовления
На Четвёртом Латеранском соборе в 1215 году епископ Лиссабона Соейру II попросил у папы римского Иннокентия III разрешения использовать крестоносцев в запланированном португальском наступлении на Альмохадов, но папа отказался. Сражение в Португалии противоречило бы клятвам крестоносцев . Несмотря на этот папский запрет, есть свидетельства того, что северные крестоносцы ожидали участия в войне в Португалии, как это сделали предыдущие группы крестоносцев при осаде Лиссабона во время Второго крестового похода (1147 г.) и осаде Силвиша во время Третьего крестового похода (1189 г.). Соэйро проповедовал крест в своей епархии, готовясь к ожидаемой кампании.
29 мая 1217 года флот из почти 300 кораблей отплыл из Влардингена. Он содержал армию крестоносцев, набранных в основном из Рейнской области и Фризии. Лидерами экспедиции были граф Джордж Вид и граф Вильгельм I Голландский, хотя есть некоторая путаница относительно их точного статуса. Согласно De itinere, Джордж был первоначальным главнокомандующим, а Уильям отвечал за арьергард флота. Согласно Gesta, в котором упоминаются оба графа, Уильям был избран единоличным лидером в Дартмуте, когда крестоносцы «постановили при нём законы и новые правила, касающиеся соблюдения мира».
После инцидента у берегов Бретани произошла смена руководства. Корабль из Монхейма был потерян на скалах, а остальная часть флота укрылась в Сен-Матье. Уильям был помещен в общее командование с Джорджем в качестве его лейтенанта. Это говорит о том, что в проигрыше обвиняли Джорджа. Флот прибыл в Лиссабон 10 июля, где его встретили епископы Соейро II Лиссабонского и Соэйро II Эворского, а также местные лидеры тамплиеров, госпитальеров и Ордена Сантьяго.
Епископ Лиссабона пытался убедить крестоносцев помочь ему атаковать Алкасер-ду-Сал. Фризы отказались. Имея примерно треть флота, они взяли припасы и отправились в путь. Остальные две трети флота по подсчетам согласились сотрудничать в атаке. Португальская армия численностью 20 000 человек была быстро собрана. Армия двинулась по суше на встречу с флотом, который покинул Лиссабон в конце июля и поплыл вверх по Садо. Епископ Лиссабона был с армией, как и Педро, аббат Алкобасы.
Король Португалии Афонсу II, возможно, сыграл роль в подготовке, но он не участвовал в нападении на Алькасер.

## Осада
Альмохады подготовились к предстоящей осаде, уничтожив все деревья в непосредственной близости, чтобы их нельзя было использовать в качестве топлива для огня или строительного материала для осадных машин. Осада началась 30 июля. Осаждающие атаковали с помощью башен, катапульт и мин. Крестоносцы разобрали восемь своих кораблей, чтобы сделать осадные машины. Carmen de expugnatione Salaciae поэтически описывает, как нападавшие пытались заполнить ров смоковницей и оливковыми деревьями, но защитники подожгли засыпку.
Согласно Рауд аль-Киртас, альмохадский халиф Юсуф II приказал губернаторам Кордовы, Хаэна, Севильи и других мест в Гарб аль-Андалусе собрать армию помощи. Письмо духовенства Гонорию также подтверждает присутствие армии Бадахоса. 8 сентября армии по оказанию помощи прибыли в районе Алкасер-ду-Сал. Автор Геста оценил размер сил по оказанию помощи в 100 000 человек. В ответ осаждающие вырыли оборонительный ров вокруг своей позиции. Они были усилены прибытием ещё 32 кораблей, но все ещё были в меньшинстве и не хватало лошадей.
Когда прибыла мусульманская армия помощи, христианские подкрепления, собранные несколькими португальскими и леонскими баронами, двинулись в путь. В их число входили контингенты госпитальеров, тамплиеров и Ордена Сантьяго. Тамплиеров возглавлял Педро Альварес де Альвито, магистр ордена в Испании; рыцари Сантьяго — Мартим Баррегао, командор Пальмелы; и госпитальеров — приор Португалии. Своевременное прибытие этой армии было позже заявлено как чудо духовенством в их письме к папе. Кроме того, Цезарий Гейстербахский сообщает, что очевидец рассказал ему, как «галеры, которые [сарацины] привели за море против христиан, были обращены в бегство ужасом небесного видения» «одетого в белое воинства с красными крестами на груди»".
11 сентября две армии встретились в битве у Санта-Катарины на берегу Ситимоса. Христиане победили. Рауд аль-Митар сообщает, что армия Альмохадов пришла в ужас, увидев отряд из 70 рыцарей. Равд аль-Киртас винит в этом память о битве при Лас-Навас-де-Толоса в 1212 году. Многие повернулись и бежали, в то время как христиане преследовали их, «пока не убили их всех». Это преувеличение, поскольку в «Рауд аль-Митар» упоминаются заключенные.
Поражение армии в поле убедило защитников крепости в невозможности победы. 18 октября город сдался. Папа Гонорий приписал победу двум осадным башням. Большинство защитников были взяты в плен. Губернатор Абдаллах ибн Вазир принял крещение. Город был передан Ордену Сантьяго.

## Последствие
После победы епископы Лиссабона и Эворы и присутствовавшие лидеры трех орденов написали Гонорию III с тремя просьбами: чтобы папа приказал крестоносцам остаться в Португалии на один год для зачистки операций; чтобы индульгенция крестового похода была распространена на тех, кто принимал участие, и на тех, кто примет участие в португальских операциях в будущем; и что иберийские доходы от налога двадцатого (vicesima), взимаемого Иннокентием III с церковных доходов в булле Ad liberandum (1215 г.) для Святой Земли, должны быть выделены для операций в Иберии. Эти просьбы были основаны на оговорке в булле Quia maior (1213 г.), что «если бы это было необходимо, мы [папа] позаботились бы о том, чтобы уделить внимание любой серьёзной ситуации, которая возникает». Духовенство также сообщило Гонорию о трех чудесах, которые подтвердили операцию: своевременное прибытие подкрепления и появление в небе креста и небесного воинства. Эти три чуда также упоминаются в Carmen de expugnatione Salaciae и в Кёльнской королевской хронике.
В то же время Вильгельм Голландский написал папе, чтобы спросить, должен ли он продолжать вести свою армию в Святую Землю или остаться воевать в Португалии. Гонорий не был убежден ни апелляции. Он не распространял индульгенцию на португальскую кампанию и приказал крестоносцам продолжать путь к Святой Земле. Исключение было сделано для любых обедневших крестоносцев и для тех, кто был на восьми кораблях, используемых для изготовления осадных машин. Эти две группы были освобождены от своих клятв. Гонорий действительно признал триумф при Алкасер-ду-Сал, когда 11 января 1218 года он переиздал буллу Manifestis probatum, подтверждающую независимость Португалии, в которой он приписал победу Афонсу II.
В январе 1218 года король Афонсу II официально передал Алкасер-ду-Сал под командование Мартима Баррегана, чей зять Гонсало Мендес де Соуза был мажордомом Афонсу. Город находился под церковной юрисдикцией епархии Эворы. Он больше никогда не был захвачен мусульманами, но его значение уменьшилось по отношению к Сетубалу.